# Willy Raphelt
Willy Paul Raphelt (* 13. Februar 1903 in Dresden; † 7. März 1984 ebenda) war ein deutscher Bergsteiger, Widerstandskämpfer gegen den Nationalsozialismus sowie SED-Parteifunktionär.

## Leben
Er war der Sohn des Mechanikers Karl Hermann Raphelt. Nach dem Besuch der Volksschule nahm er 1917 eine Lehre als Werkzeugschlosser auf, die er aufgrund des Ersten Weltkrieges nicht beenden konnte. Er arbeitete daher zunächst in der Landwirtschaft und dann als Fräser.
Raphelt war sportbegeistert und trat 1918 dem Touristenclub Steinmoos bei. 1923 wurde er zusätzlich Mitglied des 1895 gegründeten Touristenverein „Die Naturfreunde“ (TVDN). Als sächsischer Landesverband und Unterorganisation des TVDN schlossen sich die 1921 gebildeten Vereinigten Kletterabteilungen (VKA) an, die auch unter dem Namen Rote Bergsteiger bekannt wurden. Da die VKA aufgelöst wurden, schloss sich Raphelt 1930 der Naturfreunde-Opposition. Vereinigte Kletterabteilungen e.V. (NF-O VKA) an, die 1933 verboten wurde. Raphelt nahm in der Zeit des Nationalsozialismus an mehreren illegalen Aktionen dies- und jenseits der sächsisch-tschechischen Grenze teil und wurde mehrfach verhaftet, aufgrund fehlender Beweise aber wieder freigelassen.
1938 trat Raphelt in den Österreichischen Touristenklub (ÖTK) ein, der in Dresden eine Ortsgruppe besaß. Am 17. Januar 1945 wurde Raphelt ein letztes Mal von der Gestapo im Polizeigefängnis Schießgasse inhaftiert, wo er zu seinem 42. Geburtstag den Bombenangriff auf Dresden erlebte, bei dem sein Wohnhaus zerstört und seine Familie getötet wurde. Am darauffolgenden Tag erfolgte seine Überführung in das Straflager Radeberg. Am 15. März 1945 erfolgte aus Mangel an Beweisen seine Entlassung.
Nach Kriegsende stellte er sich zum Neuaufbau zur Verfügung. Er wurde KPD-Parteisekretär in einem Dresdner Stadtteil und erhielt eine Stelle bei der Landesregierung Sachsen, später bei der SED-Landesleitung und ab 1952 bei der Bezirksleitung Dresden.
1961 erfolgte seine Wahl in den Bezirksausschuss des Deutschen Verbandes für Wandern und Bergsteigen (DWBV) des Bezirks Dresden, dessen 2. Vorsitzender er später wurde.

## Ehrungen
- 1959 Verdienstmedaille der DDR
- 1959 Ehrennadel des FDGB
- 1966 Ehrennadel des DWBV in Gold
- 1968 Vaterländischer Verdienstorden der DDR in Bronze